# 新混合方言

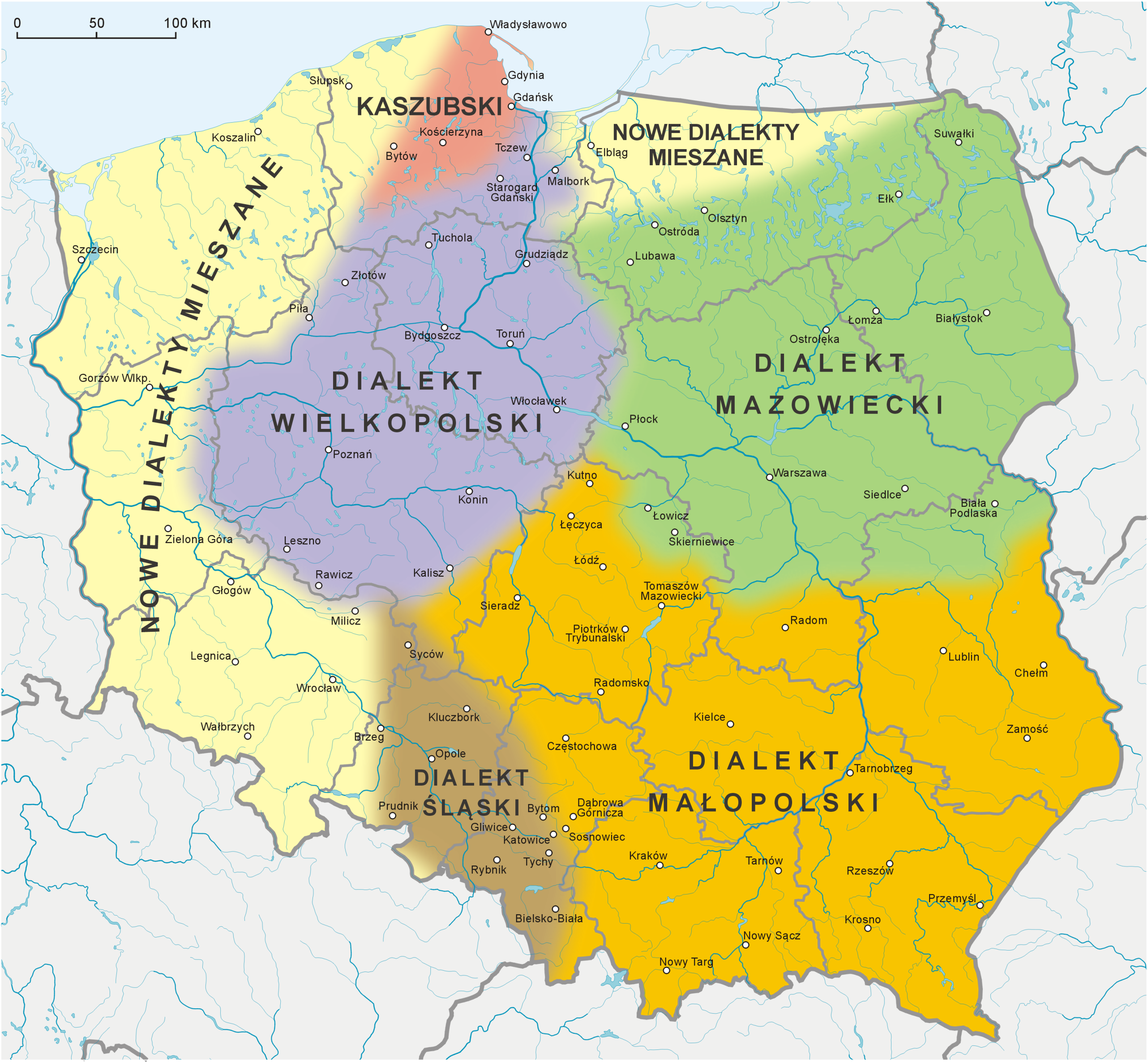
ポーランドの地図上で薄黄色の部分は、「新混合方言」の使用範囲である

新混合方言（しんこんごうほうげん、ポーランド語: nowe dialekty mieszane、英語: New mixed dialects）とは、主にポーランド第三共和政の西側の方言であり、「方言の均一化過程」の中で形成されていて、ポーランド語の文語に最も近い方言でもある。

## 概要
これらの方言は現代のポーランド西部および北部に存在し、主に西ポモージェ、ルブシュ、下シレジア、ポモージェ、ヴァルミア・マズールィアの各地域に分布している。これらの地域は歴史的に「西部辺境地域」と呼ばれたが、ほかの地域にもこの方言が存在している。
歴史的にみれば、これらの方言はすべて1945年以降に形成されていた。第二次世界大戦の終結後、「西部辺境地域」と呼ばれる場所に住んでいたドイツ人は、ポーランド政府やソ連政府によって国外へ追放され、その後ポーランド各地からポーランド人、またはポーランド語を母語とする人々がこの一帯に移住し続けていた。しかし、新しく移住した住民はそれぞれ異なるポーランド語の方言を話していた。交流を円滑にするために、互いのやり取りではできるだけ方言を使わず、ポーランド語の標準語や書き言葉を使用していた。その結果、西部辺境地域に住む人々が話していた方言は徐々に融合し、何十年の時を経て現在の形となった。この現象は「言語の平準化や均一化の過程」と呼ばれる。この過程が行われた地域にはポーランドの西北部、特に旧プロイセン王国や旧ドイツ帝国が支配していた地域が含まれているが、当地にはほかの方言も共存している。
方言の種類について、言語学者のスタニスワフ・ウルバンチクによると、新しい混合方言には以下の3種類に分けている：
1. 南部地域で、小ポーランド方言の影響を受けたもの。
2. 西北地域で、大ポーランド方言と南部辺境方言の影響が支配的なもの。
3. 北部方言で、主にマゾフシャ方言と北部辺境方言の影響を受けたもの[5]。

### 参考書物
- Stanisław Urbańczyk: Zarys dialektologii polskiej. Warsaw: Państwowe Wydawnictwo Naukowe, 1976.